# Liste der IACC-Yachten
Die Segelnummern der neuen Generation der International America’s Cup Class, der IACC-Yachten werden fortlaufend, ohne Berücksichtigung der Nationalität der Yacht vergeben. Der laufenden Nummer vorangestellt ist das Kürzel (Präfix) der Nation, für die die Yacht antritt. Wird eine Yacht an ein anderes Syndikat (Mannschaft) in einem anderen Land verkauft, so wird die vergebene Segelnummer beibehalten und nur das vorangestellte Nationalitäten-Kürzel gewechselt, um die neuen Eignerverhältnisse zu dokumentieren.
In den Regattaberichten tendiert man dazu, insbesondere die Mannschaftsnamen statt der Bootsnamen zu nennen. In vielen Fällen haben die Yachten keine besonderen Namen. So ist es schwierig geworden, genau zu wissen, welche Yacht genau an einer speziellen Wettfahrt teilgenommen hat, ohne die präzise Ergebnisliste des Regattakomitees zu Rate zu ziehen.
Die folgende Liste ist Teil des Versuches, einzelne Regattayachten genau zu identifizieren und Eckpunkte in ihrer Geschichte aufzuzeigen.

## Die Liste der IACC-Yachten
Abkürzungen: AC – America’s Cup, LVC – Louis Vuitton Cup, R-R – Round-Robin.
| Aktuelle Segel-Nummer | Nation                 | Ursprüngliches Team/Syndikat     | Wettkampf-Geschichte | Nachfolgende Geschichte |
| --------------------- | ---------------------- | -------------------------------- | --- | --- |
| GER-101               | Deutschland            | United Internet Team Germany     | Baubeginn 22. Mai 2007 bei Knierim Yachtbau in Kiel                                                                                                   | Die America’s-Cup-Verantwortlichen kündigten einen neuen Bootstyp für den 33. AC an, was die Pläne zur Fertigstellung änderte. |
| SUI-100               | Schweiz                | Team Alinghi                     | Erfolgreiche Verteidigerin (defender) des 32. AC. Alinghi gewinnt 5 - 2 gegen NZL-92                                                                  | |
| ITA-99                | Italien                | Mascalzone Latino-Capitalia Team | 6. Platz im LVC 2007. 10 Siege und 10 Niederlagen. | Yacht wurde dem Emirates Team New Zealand angeboten für die „Louis Vuitton Pazifik Serie“ in Auckland, Neuseeland, vom 31. Januar bis 14. Februar 2009. Das Boot wurde aber wegen des nicht passenden Designs nicht ausgewählt. |
| USA-98                | Vereinigte Staaten     | BMW Oracle Racing                | Verlor das Halbfinale im LVC 2007. Verlor 1 - 5 gegen ITA-94.                                                                                         | Ausgeliehen an Emirates Team New Zealand für die „Louis Vuitton Pazifik Serie“ in Auckland, Neuseeland, vom 31. Januar bis 14. Februar 2009. |
| ESP-97                | Spanien                | Desafio Español 2007             | Verlor das Halbfinale im LVC 2007. Verlor 2 - 5 gegen NZL-92                                                                                          | |
| SWE-96                | Schweden               | Victory Challenge                | 5. Platz im LVC 2007. 12 Siege und 8 Niederlagen. | Bootsname: Järv |
| CHN-95                | Volksrepublik China    | China Team                       | 11. Platz im LVC 2007. 1 Sieg und 19 Niederlagen | |
| ITA-94                | Italien                | Luna Rossa Challenge             | Verlierer im Finale LVC 2007. Verlor 0 - 5 gegen NZL-92                                                                                               | |
| FRA-93                | Frankreich             | Areva Challenge                  | 6. Platz im LVC 2007. 8 Siege und 12 Niederlagen | |
| NZL-92                | Neuseeland             | Emirates Team New Zealand        | Sieger im LVC 2007, aber erfolglos als Herausforderer (challenger) im AC 2007, verlor 2 - 5 gegen SUI-100.                                            | Yacht wurde dem Emirates Team New Zealand angeboten für die „Louis Vuitton Pazifik Serie“ in Auckland, Neuseeland, vom 31. Januar bis 14. Februar 2009. |
| GER-91                | Deutschland            | Team Alinghi                     | Gebaut als potentielles Verteidiger-Boot (defender) im AC 2007, wurde aber nur zu Geschwindigkeitstests und als Sparringspartner für SUI-100 genutzt. | Gekauft von United Internet Team Germany im Oktober 2007 |
| ITA-90                | Italien                | Mascalzone Latino-Capitalia Team | Trainingsboot | Yacht wurde dem Emirates Team New Zealand angeboten für die „Louis Vuitton Pazifik Serie“ in Auckland, Neuseeland, vom 31. Januar bis 14. Februar 2009. Das Boot wurde aber wegen des nicht passenden Designs nicht ausgewählt. |
| GER-89                | Deutschland            | United Internet Team Germany     | 10. Platz im LVC 2007. 2 Siege und 18 Niederlagen. | (Bootsname: Germany 1, Neubau bei Knierim, Kiel) |
| ESP-88                | Spanien                | Desafio Español 2007             | Yacht aus dem Jahr 2007 und aufgerüstet für ESP-97 | |
| USA-87                | Vereinigte Staaten     | BMW Oracle Racing                | Trainingsboot (nicht eingesetzt im LVC 2007) | Ausgeliehen an Emirates Team New Zealand für die „Louis Vuitton Pazifik Serie“ in Auckland, Neuseeland, vom 31. Januar bis 14. Februar 2009. |
| ITA-86                | Italien                | Luna Rossa Challenge             | Regattayacht für Luna Rossa | |
| ITA-85                | Italien                | +39 Challenge                    | 9. Platz im LVC 2007. 5 Siege und 15 Niederlagen | Im November 2014 in Valencia abgewrackt. |
| NZL-84                | Neuseeland             | Emirates Team New Zealand        | LVC 2007 – Zweiter in Act 13 | Yacht wurde dem Emirates Team New Zealand angeboten für die Louis Vuitton Pazifik Serie in Auckland, Neuseeland, vom 31. Januar bis 14. Februar 2009 |
| RSA-83                | Südafrika              | Team Shosholoza                  | 7. Platz im LVC 2007. 9 Siege und 11 Niederlagen. | |
| NZL-82                | Neuseeland             | Emirates Team New Zealand        | AC 2003 Verteidiger, geschlagen von Alinghi 5 - 0. | Gemeinsam mit NZL-81 liegt das Boot in Cabo San Lucas, (Mexiko). Für Segeltörns zu chartern. |
| NZL-81                | Neuseeland             | Emirates Team New Zealand        | Trainings-Boot für die Verteidigung des AC 2003. Nie im Regattaeinsatz.                                                                               | Gemeinsam mit NZL-82 liegt das Boot in Cabo San Lucas, (Mexiko). Für Segeltörns zu chartern. |
| FRA-79                | Frankreich             | Le Defi Areva                    | Trainingsboot, kein Renneinsatz | Team China, Liegeplatz: Valencia |
| GBR 78                | Vereinigtes Königreich | GBR Challenge                    | Trainingsboot, kein Renneinsatz, Zwillingskiel | GBR challenge, Liegeplatz: Medina Yard, Cowes, Isle of Wight |
| USA-77                | Vereinigte Staaten     | Stars & Stripes                  | Teilnehmer im LVC 2003. Sank bei Testwettfahrt. Boot wurde gehoben und segelte im LVC 2003 Viertelfinale.                                             | Mascalzone Latino, Liegeplatz: unbekannt |
| USA-76                | Vereinigte Staaten     | BMW Oracle Racing                | Verlor gegen SUI-64 im Finale des LVC 2003 | BMW Oracle Racing, Liegeplatz: Valencia |
| GBR-75                | Vereinigtes Königreich | Alinghi (Schweiz)                | Gebaut für den AC 2003 Wettbewerb. IACC Meister im Jahr 2005, Trainingsboot, nie im Renneinsatz im AC                                                 | Gekauft im Jahr 2007 von TEAMORIGIN, einem neuen britischen Herausforderer (challenger) für den 33. AC. |
| ITA-74                | Italien                | Luna Rossa Challenge             | Verlor das LVC 2003 Halbfinale gegen USA-65 | Luna Rossa, Liegeplatz: Valencia |
| SWE-73                | Schweden               | Victory Challenge                | LVC 2003 – Viertelfinale | Bootsname: Orm, Victory Challenge, Liegeplatz: Valencia |
| ITA-72                | Italien                | Mascalzone Latino                | Ausgeschieden nach LVC 2003 R-R | Verkauft an Supersail Deutschland für Firmencharter auf dem Bodensee. Der Kiel wurde gekürzt, um die Marina mit geringer Wassertiefe anlaufen zu können. Eine Maschine wurde eingebaut. 2011 verkauft nach Rügen. |
| USA-71                | Vereinigte Staaten     | BMW Oracle Racing                | Trainingsboot nie im Renneinsatz | Auf einem See beim Oracle Hauptsitz in Redwood City, Kalifornien |
| GBR-70                | Vereinigtes Königreich | GBR Challenge                    | Segelte die Qualifikation im LVC 2003 | GBR challenge, Liegeplatz: Medina Yard, Cowes, Isle of Wight |
| FRA-69                | Frankreich             | Le Defi Areva                    | Segelte die Qualifikation im LVC 2003 | Gekauft von China Team im Jahr 2005 als Teil des LE DEFI-Unterstützungspaketes. Wichtige Teile der Struktur und der Ausrüstung wurden für den Bau von CHN-95 verwendet. |
| GER-68                | Deutschland            | Illbruck Challenge               | Unfertig verkauft an Emirates Team New Zealand (ETNZ)                                                                                                 | Bau beendet und als Trainingsboot genutzt für die ETNZ Kampagne 2007, Charterboot in Auckland |
| USA-67                | Vereinigte Staaten     | OneWorld Challenge               | Segelte im LVC Halbfinale verlor gegen USA-76 | Desafio Español, Liegeplatz: Valencia |
| USA-66                | Vereinigte Staaten     | Stars & Stripes                  | Trainingsboot und Sparringspartner für USA-77 | Mascalzone Latino, Liegeplatz unbekannt |
| USA-65                | Vereinigte Staaten     | OneWorld Challenge               | Segelte im LVC 2003 Viertelfinale | Desafio Español, Liegeplatz: Valencia |
| FRA-64                | Frankreich             | Team French Spirit               | AC 2003 – Erfolgreicher Herausforderer (challenger), besiegte 5 - 0 NZL-82 Gewinner des LVC 2003                                                      | Ursprünglich SUI-64 (Alinghi), gemeldet im Dezember 2007 vom „Yacht Club de Saint-Tropez“ für das Team French Spirit für den 33. AC in Valencia. |
| SWE-63                | Schweden               | Victory Challenge                | Gebaut für den AC 2003. Segelte im LVC 2003 R-R 1 | Victory Challenge, Liegeplatz: Valencia |
| RUS-62                | Russland               | Nur Segelnummer ausgegeben       | Umgebaut aus RUS-24, wurde nie gesegelt | Verbleib unbekannt |
| USA-61                | Vereinigte Staaten     | AmericaOne                       | Verlor die LVC 2003 Finalläufe gegen ITA-45 mit 4 - 5                                                                                                 | Eigentümer BMW Oracle Racing und am Flughafen München ausgestellt. |
| NZL-60                | Neuseeland             | Team New Zealand                 | AC 2000, erfolgreicher Verteidiger (defender) gegen ITA-45 mit 5 - 0.                                                                                 | Vermietet an Areva Challenge in Valencia vom Team New Zealand |
| SUI-59                | Schweiz                | FAST 2000                        | Testyacht | Eigner +39 challenge, Teilnahme am Act 5 des LVC |
| USA-58                | Vereinigte Staaten     | Young America                    | Ersatz für USA-53 im Jahr 2000 LVC 2000, R-R 2 & R-R 3.                                                                                               | Luna Rossa Challenge, Liegeplatz unbekannt |
| NZL-57                | Neuseeland             | Team New Zealand                 | Trainingsboot für die Herausforderung im Jahr 2000 | Eigner: Areva Challenge inzwischen K-Challenge, Liegeplatz: Valencia. |
| ESP-56                | Spanien                | Desafio Español                  | Trainingsboot, kein Renneinsatz | privater Eigner, Liegeplatz: Cartagena, Spanien |
| USA-55                | Vereinigte Staaten     | Stars & Stripes                  | Beendete als 3. im LVC 2000 das Halbfinale | Eigner: Mascalzone Latino, ausgestellt am Hafen von Neapel |
| USA-54                | Vereinigte Staaten     | Abracadabra                      | Segelte im LVC 2000, R-R 3, Endergebnis: 9. Platz | Verkauft von Aloha Racing (Waikiki Yacht Club) an BMW Oracle racing als Trainingsboot, später genutzt vom Team Dennis Conner als Sparringspartner für USA 66 und stark umgebaut. Aktuell als Charteryacht in San Diego (Kalifornien) |
| USA-53                | Vereinigte Staaten     | Young America                    | Bruch des Rumpfes während des LVC 2000 R-R | Luna Rossa Challenge, Liegeplatz unbekannt |
| JPN-52                | Japan                  | Nippon Challenge                 | Segelte im LVC 2000 R-R 3 | 2005 verkauft an Supersail Deutschland in Kiel für Firmencharter. Umbenannt in GBR-52. Während des Jahres 2007 stationiert in Valencia. Seit Anfang 2008 gesegelt auf dem Bodensee. Der Kiel wurde gekürzt, um die Marina mit geringer Wassertiefe anlaufen zu können. 2011 verkauft nach Rügen. |
| USA-51                | Vereinigte Staaten     | America True                     | Beendete als 5. im LVC 2000 das Halbfinale | Seit 2007 Eigner: Desafio Español |
| USA-50                | Vereinigte Staaten     | Abracadabra                      | Segelte im LVC 2000 R-R 1 & 2 | Genutzt seit 2005 von „Next Level Sailing“ (San Diego) in lokalen Regatten. |
| USA-49                | Vereinigte Staaten     | AmericaOne                       | Segelte im LVC 2000 R-R 1,2, & 3 | War in einige Kollisionen in der Vorbereitung zum AC 2000 mit USA-55 „Stars and Stripes“ verwickelt. Genutzt von BMW Oracle Racing in Vorbereitung auf den AC 2003. Genutzt seit 2006 von Next Level Sailing |
| ITA-48                | Italien                | Luna Rossa Challenge             | Segelte im LVC 2000 R-R 1 & 2 | Eigner: Shosholoza, Liegeplatz: Valencia |
| ESP-47                | Spanien                | Desafio Español                  | Beendete den LVC nach R-R auf dem 8. Platz | Verkauft an Mascalzone Latino, später verkauft an UITG in einem Paket zusammen mit ITA-72, um ESP-47 loszuwerden. Als UITG ITA-72 an Supersail Deutschland für ihr Bodensee-Projekt verkauften, gaben sie beide Boote gemeinsam ab, 47 steht seit Jahren auf Elba in einem schlechten Zustand auf einem Gestell ungeschützt im Freien. |
| FRA-46                | Frankreich             | Le Defi Francais                 | Beendete als 6. im LVC 2000 das Halbfinale | Eigner: China Team, Liegeplatz: Valencia |
| ITA-45                | Italien                | Luna Rossa Challenge             | Gewinner des LVC 2000 mit 5 - 4 gegen USA-61, verlor den AC 2000 mit 0 - 5 gegen NZL-60                                                               | Eigner: Luna Rossa Challenge |
| JPN-44                | Japan                  | Nippon Challenge                 | Segelte R-R 1 & 2, beendete als 4. im LVC 2000 das Halbfinale                                                                                         | Americas Cup Management, ausgestellt in Valencia. |
| USA-43                | Vereinigte Staaten     | America³                         | Nahm am Citizen Cup 1995 mit einer reinen Frauenmannschaft teil.                                                                                      | Spitzname: „Mighty Mary“. Eigner: +39 Challenge, Liegeplatz: Palermo, Sizilien |
| ESP-42                | Spanien                | Desafio Español                  | Beendete auf dem 7. Platz den LVC 1995' | Umgebaut zu ESP-56 |
| JPN-41                | Japan                  | Nippon Challenge                 | Beendete auf dem 4. Platz den LVC 1995 | Charterboot in Neuseeland als NZL-41 |
| FRA-40                | Frankreich             | Challenge France                 | Projekt scheiterte, Boot fertiggestellt, aber nie im Rennen eingesetzt.                                                                               | Charterboot in Sydney als AUS-40 |
| NZL-39                | Neuseeland             | Tag Heuer                        | Beendete auf dem 3. Platz den LVC 1995 | Im Jahr 2005 verkauft an Supersail Deutschland in Kiel, für Firmencharter. 2011 verkauft nach Rügen. |
| NZL-38                | Neuseeland             | Team New Zealand                 | Sieger des LVC 1995. Verkauft an Victory Challenge, Schweden zu Unterstützung der AC 2003 Kampagne.                                                   | Neue Segel-Nr. und Name ist SWE-38 Christina. Aktuell soll das Boot in Valencia restauriert werden. |
| FRA-37                | Frankreich             | Le Defi Francais                 | Beendete als 5. im LVC 1995 die R-R | Aktueller Name „France 3“ als Charteryacht bei Solent Experience vor Portsmouth, England |
| USA-36                | Vereinigte Staaten     | Young America                    | Verlor den Citizen Cup 1995 wurde aber vom Team Dennis Conner als Wettbewerbsboot ausgewählt und verlor 5 - 0 gegen NZL-32.                           | Rumpf ist in der dauerhaften Ausstellung im Storm King Art Center, Mountainville, New York, USA ausgestellt. |
| AUS-35                | Australien             | oneAustralia                     | Sank im tiefen Wasser am 7. März 1995 während LVC 1995 R-R 4                                                                                          | Bergung war nicht ökonomisch. |
| USA-34                | Vereinigte Staaten     | Stars & Stripes                  | Gewann den Citizen Cup 1995, wurde aber im AC 1995 nicht eingesetzt, dafür USA-36                                                                     | Charteryacht in San Diego. |
| FRA-33                | Frankreich             | Le Defi Francais                 | Segelte im LVC 1995 R-R 1 | Aktuell umbenannt in „France 3“ als Charteryacht der Solent Experience vor Portsmouth, England |
| NZL-32                | Neuseeland             | Team New Zealand                 | Gewinner des AC 1995. Gewinner des LVC 1995 | Trainingsboot für Le Defi 2003, aktuell ausgestellt im New Zealand National Maritime Museum |
| AUS-31                | Australien             | oneAustralia                     | Besiegt im LVC 1995 Finale von NZL-32 | Im Jahr 2000 gesegelt von Young Australia. AUS-31 segelt zurzeit in Cabo San Lucas, Mexiko mit AUS-29, NZL-81 und NZL-82 Match-Races für Touristen |
| JPN-30                | Japan                  | Nippon Challenge                 | Segelte im LVC 1995 R-R 1, Halbfinale 4. Platz | Ausgestellt in Japan |
| AUS-29                | Australien             | Australian Challenge             | 6. Platz im LVC 1995 R-R | Spitzname: „Sydney 95“. Im Jahr 2000 gesegelt von Young Australia. Zurzeit in Cabo San Lucas, Mexiko, mit Aus-31, NZL 81 und NZL 82. |
| USA-28                | Vereinigte Staaten     | America³                         | Gesegelt nur im Citizen Cup 1992 R-R 4, ausrangiert für USA-23                                                                                        | Eigner: +39 Challenge in Palermo |
| FRA-27                | Frankreich             | Le Defi Francais                 | 4. Platz nach den LVC 1992 Halbfinals | Liegt in Saint-Tropez, Frankreich als „F3 Ville de Paris“ in sehr schlechtem Zustand mit beschädigtem Bug. Die blaue Rumpffarbe ist komplett verschlissen, viele Teile der Ausrüstung sind abgebaut, um die Yacht F2 Ville de Paris, FRA-8 auszurüsten, die man von der Académie de Yachting in Saint-Tropez chartern kann, und die neben FRA-27 am Quai d’Estienne d’Orves, neben dem Leuchtturm liegt. |
| JPN-26                | Japan                  | Nippon Challenge                 | 3. Platz nach den LVC 1992 Halbfinals | Ausgestellt am See Gamagōri, Aichi, Japan |
| ITA-25                | Italien                | Il Moro di Venezia               | Geschlagener Herausforderer (challenger) im AC 1992 mit 1 - 4 von USA-23                                                                              | Stapellauf 16. Dezember 1991, San Diego, Kalifornien. Im Jahr 1997 gekauft von Paul Cayards AmericaOne Syndikat als Sparringspartner für USA-60 im AC 2000. 2001 verkauft an OneWorld Challenge für den AC 2003 als Sparringspartner. Zusammengeführt mit USA-23 und erworben von Bill Koch, ausgestellt 2005 im Boston Museum of Fine Art. Aktuell in Newport (Rhode Island), USA. |
| RUS-24                | Russland               | Age of Russia                    | Rumpf kam in San Diego an, wurde aber nie gesegelt | Derzeitige Segelnummer USA-24 |
| USA-23                | Vereinigte Staaten     | America³                         | Siegerin des AC 1992 4 - 1 gegen ITA-25, wurde auch im Citizen Cup 1995 eingesetzt als Ersatz für USA-43                                              | Gekauft von Patrizio Bertelli für Prada Challenge als Trainingsboot für 2000. Zurückgekauft von Bill Koch und restauriert in den Zustand von 1992. War im Jahr 2005 im Boston Museum of Fine Art ausgestellt. Aktuell ausgestellt in West Palm Beach, Florida. |
| ESP-22                | Spanien                | Desafio Español                  | 5. Platz im LVC 1992 | Trainingsboot für Desafio 95, Verbleib unbekannt |
| AUS-21                | Australien             | Spirit of Australia              | 6. Platz im LVC 1992 | Charterboot im Hafen von Sydney. Umbenannt in „FT Spirit“ von Financial Times newspaper wegen mehrjährigem Leasing. Schwer beschädigt am 25. Oktober 2004 nach einem Zusammenstoß mit Unterwasserfelsen in der Nähe des Sydney Opera House, wobei die Chartergäste über Bord geschleudert wurden. Der Kiel und die Ballastbombe wurden abgerissen, der Mast wurde auf den Spazierweg vor dem Opernhaus geschleudert, und das Boot kenterte. Die Yacht wurde geborgen und repariert und segelt heute im Hafen von Sydney als „Spirit“ |
| NZL-20                | Neuseeland             | NZ Challenge                     | Verlor das Finale im LVC 1992 gegen ITA-25 mit 4 - 7                                                                                                  | Restauriert im Jahr 2000 und segelt als Privatyacht in San Francisco. Kehrte 2005 nach Auckland, Neuseeland zurück und liegt im Viaduct Basin an einer Boje. |
| SWE-19                | Schweden               | SACC (Bootsname: Tre Kroner)     | 7. Platz im LVC 1992 | Charteryacht in Schweden |
| USA-18                | Vereinigte Staaten     | America³                         | Ersetzt von USA-28 nach dem 3. Platz im Citizen Cup 1992 nach R-R                                                                                     | Spitzname: „Defiant“. Ausgestellt im Herreshoff Marine Museum und America’s Cup Hall of Fame in Bristol (Rhode Island) |
| AUS-17                | Australien             | Australia Challenge              | 8. Platz im LVC 1992 | Ausrüstung wurde erneut genutzt für AUS-29 |
| ITA-16                | Italien                | Il Moro di Venezia               | Trainingsboot, nie im Renneinsatz | Stapellauf 15. Juni 1991, San Diego, Kalifornien. Aktuell zur Restaurierung in Ventura (Kalifornien), USA. Pläne als Charteryacht im Portofino Yacht Club, Redondo Beach, Kalifornien, USA. Projektverzögerung bis 2009, Rumpfrestaurierung ist fertig, keine Ausrüstung vorhanden. |
| ITA-15                | Italien                | Il Moro di Venezia               | Trainingsboot, nie im Renneinsatz | Stapellauf 15. April 1991, San Diego, Kalifornien. Americas Cup Management in Valencia, Spanien |
| NZL-14                | Neuseeland             | NZ Challenge                     | Trainingsboot, nie im Renneinsatz | Charteryacht in Queenstown, Neuseeland |
| XXX-13                |                        |                                  | | Segelnummer wurde nie ausgegeben. |
| NZL-12                | Neuseeland             | NZ Challenge                     | Trainingsboot, nie im Renneinsatz | Charteryacht in Nassau, Bahamas |
| USA-11                | Vereinigte Staaten     | Stars & Stripes                  | Verlor im Citizen Cup 1992 das Finale 4 - 7 | Genutzt von Dennis Conner als Sparringspartner für die Kampagne 1995, verkauft an US Virgin Islands America’s Cup Challenge für AC 2000. Sank 2002 in einem Hurrikan, wurde zur Wiederherstellung nach Miami geschleppt und anschließend als Charteryacht in San Diego genutzt. |
| NZL-10                | Neuseeland             | NZ Challenge                     | Trainingsboot, nie im Renneinsatz | Charteryacht in Nassau, Bahamas |
| USA-9                 | Vereinigte Staaten     | America³                         | Segelte die R-R 1 im Citizen Cup 1992 0 – 6, ausrangiert für USA-18, USA-23                                                                           | Spitzname: „Jayhawk“. Stapellauf am 1. Mai 1991. Ausgestellt in Wichita (Kansas) |
| FRA-8                 | Frankreich             | Le Defi Francais                 | Trainingsboot, nie im Renneinsatz | Charteryacht in la Seyne sur Mer – „F2 Ville de Paris“ in einem seetauglichen Zustand, Rumpf benötigt einige Pflege, Ausrüstung vom Schwesterschiff FRA-27. |
| ITA-7                 | Italien                | Il Moro di Venezia               | Trainingsboot, nie im Renneinsatz | Stapellauf am 7. August 1990 in Puerto Portals, Palma, Spanien, Liegeplatz: Triest, Italien |
| JPN-6                 | Japan                  | Nippon Challenge                 | Trainingsboot, nie im Renneinsatz. | Ausgestellt auf der Werft Takeshima, Gamagōri, Aichi, Japan |
| ESP-5                 | Spanien                | Desafio Español                  | Trainingsboot, nie im Renneinsatz. | Verkauft nach Polen. Boot wurde registriert als POL-5. 2007 verkauft an „Supersail Deutschland“ für Firmencharter in Kiel als ESP-5. Im Juni 2011 durch einen neuen Eigner verschrottet. |
| SLO-4                 | Slowenien              | Slovenian Challenge              | Meldeschluss für AC 1992 wurde verpasst. | Boot wurde nie fertiggestellt. Einzige hölzerne IACC-Yacht. Yacht verschwand während des Balkan-Krieges. Verbleib unbekannt |
| JPN-3                 | Japan                  | Nippon Challenge                 | Trainingsboot, nie im Renneinsatz. | Ausgestellt beim Gamagori Station, Gamagōri, Aichi, Japan |
| FRA-2                 | Frankreich             | Le Defi Francais                 | Trainingsboot, nie im Renneinsatz. | Stapellauf eine Woche vor ITA-1, 3. März 1990, aber es wurde die zweite Segelnummer ausgegeben. Aktuell ausgestellt im Conservatoire International de la Plaisance de Bordeaux – Frankreich. |
| ITA-1                 | Italien                | Il Moro di Venezia               | Trainingsboot, nie im Renneinsatz. | Stapellauf: 11. März 1990 |